# Посольство Республики Корея в Таиланде
Посольство Республики Корея в Таиланде (кор. 주태국 대한민국 대사관, тайск. สถานเอกอัครราชทูตสาธารณรัฐเกาหลีประจำประเทศไทย) — дипломатическая миссия Республики Корея (Южная Корея) в Таиланде. Расположена по адресу: Тхиамруаммит-роуд, № 23, Ратчадаписек, Хуайкхванг, Бангкок. Миссия была открыта как дипломатическое представительство после установления дипломатических отношений между Республикой Кореей и Таиландом в 1958 году. После повышения статуса до посольства в 1960 году оно несколько раз меняло свое местоположение и переехало на действующий адрес в 1990 году. Южнокорейское посольство, возглавляемое чрезвычайным и полномочным послом, разделено на несколько отделов, отвечающих за различные вопросы, такие как политика, экономика, культура и военная дипломатия.

## История
Официальные южнокорейско-таиландские отношения были установлены 1 октября 1958 года,, и в тот же день государства опубликовали совместное заявление об обмене дипломатическими миссиями. 20 января 1959 года было объявлено, что Чхве Док Син, посол в Сайгоне, Южный Вьетнам, будет одновременно аккредитован в Таиланде в качестве посла, чтобы возглавить новую миссию в Бангкоке, которая была повышена до статуса посольства 30 августа 1960 года, а Ю Чжэ Хунг стал первым послом Южной Кореи в Таиланде. Посольство располагалось по адресу Сайлон-роуд, 349, сразу после открытия, позже посольство размещалось в нескольких местах, включая № 181, Саут-Саторн-роуд и 6-й этаж, здание Прапавит, № 28/1 Сурасак-роуд. В 1990 году посольство наконец переехало в новый комплекс на улице Тиамруамит в котором здания были построены в корейском стиле, а главное здание было спроектировано архитектором Ким Джун-упом.

## Офисы и отделы
Посольство Южной Кореи в Бангкоке имеет подразделения, включая: Политический отдел, Экономический отдел, Консульский отдел, Отдел культуры и общественной информации, Отдел по общим вопросам и Офис военного атташе. Политический и экономический отделы отвечают за проведение дипломатических переговоров и сотрудничество с правительством Таиланда по политическим/экономическим вопросам, расследование/сообщение о ситуациях, связанных с политикой/экономикой и внешней политикой Таиланда. Они также работают вместе с политическими/экономическими международными организациями или расследуют/сообщают о деятельности, касающейся таких организаций.
Ответственность Консульского отдела включает защиту южнокорейцев за рубежом и занимается паспортами, призывом на военную службу, консульским подтверждением, гражданскими делами и визовыми услугами. Отдел культуры и общественной информации занимается знакомством с корейской культурой в Таиланде, продвижением национального имиджа и обменом общественным мнением между двумя странами. Отдел общих вопросов, выступающий в качестве управляющего отдела по работе посольства, отвечает за административные вопросы, включая персонал, бюджет, документооборот, безопасность и управление комплексом. Офис военного атташе усиливает южнокорейско-таиландскую оборонную дипломатию, военный обмен и сотрудничество.